# Episodi di The Blacklist (decima stagione)
La decima e ultima stagione della serie televisiva The Blacklist, composta da 22 episodi, è stata trasmessa in prima visione negli Stati Uniti d'America da NBC dal 26 febbraio al 13 luglio 2023.
In Italia la stagione viene trasmessa da Sky Investigation dal 2 luglio al 10 settembre 2023. In chiaro, è stata trasmessa in prima visione su Rai 2 dal 16 marzo 2024, spostata al preserale invece della solita collocazione in seconda serata.
| nº | Titolo originale                            | Titolo italiano                             | Prima TV USA     | Prima TV Italia   |
| -- | ------------------------------------------- | ------------------------------------------- | ---------------- | ----------------- |
| 1  | The Night Owl                               | Il gufo                                     | 26 febbraio 2023 | 2 luglio 2023     |
| 2  | The Whaler (No. 165)                        | La cacciatrice di balene (nº 165)           | 5 marzo 2023     | 2 luglio 2023     |
| 3  | The Four Guns (No. 199)                     | The Four Guns (nº 199)                      | 12 marzo 2023    | 9 luglio 2023     |
| 4  | The Hyena (No. 200)                         | La iena (nº 200)                            | 19 marzo 2023    | 9 luglio 2023     |
| 5  | The Dockery Affair                          | L'affare Dockery                            | 26 marzo 2023    | 16 luglio 2023    |
| 6  | Dr. Laken Perillos: Conclusion (No. 70)     | La dottoressa Perillos: Conclusione (nº 70) | 2 aprile 2023    | 16 luglio 2023    |
| 7  | The Freelancer: Pt. 2 (No. 145)             | Il Freelancer: parte 2 (nº 145)             | 9 aprile 2023    | 23 luglio 2023    |
| 8  | The Troll Farmer: Pt. 2 (No. 38)            | L'allevatore di Troll: parte 2 (nº 38)      | 16 aprile 2023   | 23 luglio 2023    |
| 9  | The Troll Farmer: Pt. 3 (No. 38)            | L'allevatore di Troll: parte 3 (nº 38)      | 23 aprile 2023   | 30 luglio 2023    |
| 10 | The Postman (No. 173)                       | Il postino (nº 173)                         | 30 aprile 2023   | 30 luglio 2023    |
| 11 | The Man in the Hat                          | L'uomo col cappello                         | 7 maggio 2023    | 6 agosto 2023     |
| 12 | Dr. Michael Abani (No. 198)                 | Dr. Michael Abani (nº 198)                  | 14 maggio 2023   | 6 agosto 2023     |
| 13 | The Sicilian Error of Color                 | L'errore di colore siciliano                | 21 maggio 2023   | 13 agosto 2023    |
| 14 | The Nowhere Bride (No. 192)                 | La sposa di nessuno (nº 192)                | 28 maggio 2023   | 13 agosto 2023    |
| 15 | The Hat Trick                               | Il trucco del cappello                      | 1º giugno 2023   | 20 agosto 2023    |
| 16 | Blair Foster (No. 39)                       | Blair Foster (nº 39)                        | 1º giugno 2023   | 20 agosto 2023    |
| 17 | The Morgana Logistics Corporation (No. 167) | Morgana Logistics Corporation (nº 167)      | 8 giugno 2023    | 27 agosto 2023    |
| 18 | Wormwood (No. 182)                          | Wormwood (nº 182)                           | 22 giugno 2023   | 27 agosto 2023    |
| 19 | Room 417                                    | Stanza 417                                  | 29 giugno 2023   | 3 settembre 2023  |
| 20 | Arthur Hudson                               | Arthur Hudson                               | 6 luglio 2023    | 3 settembre 2023  |
| 21 | Raymond Reddington: Pt. 1 (No. 00)          | Raymond Reddington: parte 1 (n°00)          | 13 luglio 2023   | 10 settembre 2023 |
| 22 | Raymond Reddington: Good Night (No. 00)     | Raymond Reddington: Buona notte (n°00)      | 13 luglio 2023   | 10 settembre 2023 |

## Il gufo
- Titolo originale: The Night Owl
- Diretto da: Cort Hessler
- Scritto da: Lukas Reiter

### Trama
Reddington è scomparso da sei mesi, quando Aram lo vede casualmente a New York subito prima che un'esplosione avvenga in un vicino edificio, di proprietà del governo cinese. Prontamente intervenuti, Dembe e Ressler trovano una vittima e si portano via il suo computer. La vittima era un membro della Fribourg Confidence, e i file estratti dal suo pc portano alla scultura di Pablo Picasso chiamata Il gufo, che è in custodia ad una società di Montserrat, territorio britannico nei Caraibi. Recatisi sul posto, Ressler e Dembe scoprono che in realtà si tratta di una base segreta dell'MI-6, e che "Il gufo" non è in realtà una scultura, ma il nome in codice del Freelancer, che è lì detenuto. Incontrano anche Siya, la figlia di Meera Malik che ora è un agente dell'MI-6. Wujing e la sua squadra di mercenari lanciano un attacco all'edificio per liberare il Freelancer; l'operazione riesce anche con l'aiuto del capo di Siya, che rimane ferita nello scontro e si reca poi a Washington con Dembe e Ressler. Qui chiederà a Cooper di unirsi alla sua squadra. Intanto ricompare anche Reddington, che spiega alla Task Force come Wujing intenda vendicarsi di lui dopo ciò che aveva appreso da Marvin Gerard, e rivela di avere organizzato l'esplosione di New York. Reddington rifiuta di spiegare a Dembe perché ha smesso di seguire le misure che ha sempre adottato per la sua sicurezza personale.
- Ascolti USA: telespettatori 2 320 000[8]

## La cacciatrice di balene (nº 165)
- Titolo originale: The Whaler (No. 165)
- Diretto da: Michael Caracciolo
- Scritto da: Sean Hennen

### Trama
Mentre Siya entra ufficialmente a far parte della Task Force, Wujing cerca un modo per finanziare la sua campagna contro Reddington; per questo vuole partecipare ad una serata di poker organizzata a Sydney da Anika de Beer, conosciuta come la Cacciatrice di balene. Red trova il modo di infiltrare Siya e Ressler alla serata, alla quale si presenta anche lo stesso Reddington per sfidare Wujing a viso aperto. Quando Cooper allerta la Polizia australiana, Wujing e Anika si danno alla fuga. L'uomo, incollerito per il fallimento della serata, poco dopo uccide la Cacciatrice. Nel frattempo, Cooper deve fare i conti con un problema di Agnes che viene bullizzata da una compagna di scuola; vorrebbe che la ragazza se la cavasse da sola, ma Reddington, venuto a conoscenza della cosa, si muove per far trasferire la famiglia della bulla, provocando il malcontento di Harold.
- Ascolti USA: telespettatori 1 760 000[9]

## The Four Guns (nº 199)
- Titolo originale: The Four Guns (nº 199)
- Diretto da: Matthew McLoota
- Scritto da: Katie Bockes

### Trama
La Senatrice Cynthia Panabaker subisce un attentato durante un comizio elettorale per la sua rielezione: rimane illesa ma un agente della sua scorta viene ferito, dopodiché si accorge di essere anche stato disarmato senza rendersene conto. Reddington intuisce che l'attentatore sia stato aiutato dai Four Guns, un gruppo di abilissimi borseggiatori. La Task Force riesce a catturarne uno, ma questi si rifiuta di rivelare il nome dell'attentatore; dopo essere stato rilasciato però viene sequestrato da Reddington che, con i suoi metodi poco ortodossi, riesce ad ottenere il nome: si tratta di Lucas Roth, un ex agente dei servizi segreti che ha lavorato in passato proprio con la scorta di Panabaker. Al successivo comizio, nonostante le stringenti misure di sicurezza Roth riesce a sequestrare Panabaker insieme all'agente che la scorta: a questo punto rivela alla Senatrice che l'agente l'ha tradita passando al suo avversario informazioni riservate che lo avrebbero favorito. Non era quindi Panabaker il suo obiettivo, ma l'ex collega infedele. Reddington sfrutta poi i Four Guns per far evadere dalla prigione Robert Vesco e portarlo con sé per una "caccia al tesoro".

## La iena (nº 200)
- Titolo originale: The Hyena (No. 200)
- Diretto da: John Terlesky
- Scritto da: Daniel Cerone

### Trama
A seguito dell'omicidio di un avvocato, Reddington spiega a Cooper che la vittima si occupava del testamento di Warren Bastwick, una vecchia conoscenza di Red che è morto due anni prima: l'assassino è quindi chiaramente a caccia della sua fortuna. Bastwick aveva tre figlie gemelle, Kendall, Alex e Cordelia, a ciascuna delle quali ha lasciato un indizio che conduce ad una chiave; le tre chiavi unite permettono di accedere al conto in criptovaluta in cui è custodito il suo capitale. A caccia c'è anche la Iena, l'uomo che ha ucciso l'avvocato. La Task Force si mobilita per proteggere le tre sorelle: Kendall rifiuta la scorta, ma subito dopo viene raggiunta e uccisa dalla Iena, che le estorce il suo indizio. Anche Alex, complottista paranoica, respinge l'interessamento dell'FBI, mentre Cordelia, rintracciata in Colombia dove fa assistenza umanitaria, è la più collaborativa e rientra negli Stati Uniti. Anche Reddington è in realtà a caccia del tesoro, ed è il motivo per cui ha liberato Vesco. Riesce a risolvere l'enigma di Cordelia, poi anche quello di Alex che subito dopo viene rapita dalla Iena e da lui portata nel nascondiglio di Cordelia, che era in realtà d'accordo con l'assassino per recuperare gli indizi delle sorelle. Disapprova però la morte di Kendall, e così spara alla Iena uccidendolo; subito dopo cerca di distruggere il suo indizio, che credeva di avere già decifrato, per impedire a Reddington di risolverlo. In realtà la sua idea era sbagliata, e così è Reddington che insieme a Vesco, con l'aiuto del suo hacker di fiducia Tadashi, riesce ad entrare nel conto di Bastwick.
Mentre Red celebra con Cooper il suo successo, spiegandogli che i passati dissapori con Vesco sono ormai superati, questi viene contattato da un emissario di Wujing, che gli rivela che il suo arresto dell'anno precedente era stato orchestrato da Reddington.

## L'affare Dockery
- Titolo originale: The Dockery Affair
- Diretto da: Ruben Garcia
- Scritto da: T Cooper e Allison Glock-Cooper

### Trama
La giudice Alice Dockery viene assassinata e il principale sospettato è il figlio di un boss della malavita che lei aveva appena fatto condannare. Reddington però sospetta che le cose non stiano così e la Task Force comincia ad indagare sulle altre cause del giudice. Uno degli imputati era stato assolto dall'accusa di avere ucciso Emma, una donna scomparsa il cui padre aveva poi mandato alla Dockery una lettera minatoria. Questo richiama l'attenzione della squadra, ma in seguito emerge che lo stesso imputato aveva avuto una relazione con la giudice. Grazie all'aiuto di Herbie, l'esperto forense amico di Red, la Task Force scopre che l'uomo aveva ucciso e sepolto nel suo giardino numerose donne e che Dockery era stata assassinata dopo avere ritrovato a casa sua un ciondolo di Emma; viene così arrestato proprio mentre si accingeva ad uccidere un'altra vittima. Nel frattempo, Vesco incontra Wujing che lo informa del patto di Reddington con il governo; affronta poi Red, che ammette tutto, e allora Vesco dichiara a Wujing di essere pronto ad unirsi a lui per la vendetta.

## La dottoressa Perillos: Conclusione (nº 70)
- Titolo originale: Dr. Laken Perillos: Conclusion (No. 70)
- Diretto da: Michael Caracciolo
- Scritto da: Noah Schechter

### Trama
Wujing organizza l'evasione dal carcere della dottoressa Perillos. Le racconta poi dell'alleanza segreta di Red con l'FBI e, dopo avere sfruttato un vecchio sodale di Reddington per attirare Dembe in una trappola e catturarlo, lo affida proprio alla dottoressa per fargli rivelare i dettagli sulla Task Force. Intanto Wujing ha contattato anche Bo Chang, alias The Troll Farmer, anche lui appena uscito dal carcere. Wujing vuole portare Vesco con sé da Chang, ma mentre stanno lasciando il nascondiglio dove viene tenuto Dembe, Vesco abbandona il suo telefono per consentire a Reddington e alla Task Force di individuare il rifugio. La Task Force trova Dembe in fin di vita e, per salvarlo, lo porta in uno degli ospedali clandestini di Red, il quale poi gli spiega che Vesco stava facendo in realtà il doppio gioco con Wujing. Nel frattempo però Wujing, dopo avere scoperto il suo tradimento, lo uccide; in seguito ordina ai suoi uomini di eliminare anche la Perillos.

## Il Freelancer: parte 2 (nº 145)
- Titolo originale: The Freelancer: Pt. 2 (No. 145)
- Diretto da: Cort Hessler
- Scritto da: Sam Christopher

### Trama
Quando un traghetto va a fuoco nel porto di Baltimora provocando parecchie vittime, Reddington sospetta che non si tratti di un incidente ma che ci sia dietro l'opera di Alban Veseli, ovvero il Freelancer. La conferma arriva da un testimone che ha visto Veseli allontanarsi dal traghetto poche ore prima dell'incendio. Ressler e Dembe trovano i guanti lasciati dal Freelancer; Herbie viene convocato per analizzarli e scopre residui di una sostanza tossica usata per surriscaldare il motore della nave. Dopo che Veseli ha provocato un'altra esplosione in un hotel, Reddington si rivolge al suo vecchio amico Rogelio, dal quale scopre che una lavoratrice dell'albergo era stata informata dell'attacco imminente; capisce quindi che Wujing sta manovrando per fare in modo che Red venga informato delle azioni in arrivo, in modo da poter valutare le reazioni dell'FBI e avere quindi le prove del collegamento dell'Agenzia con Reddington. A tale scopo viene utilizzato un fotografo che si trova regolarmente sul luogo in cui avvengono gli incidenti e scatta fotografie ai membri della Task Force. L'aiuto di Herbie è determinante per scoprire ancora un attentato in arrivo e qui la squadra cattura il fotografo, mentre il Freelancer riesce ancora a fuggire. Wujing sfrutta comunque le foto che ha ottenuto della Task Force per convincere una squadra di mercenari, il cui capo Henrick Fiscker è detenuto dalla CIA, a lavorare con lui. Nel frattempo, Ressler ha raggiunto il traguardo di un anno di astinenza dagli stupefacenti e gli viene proposto di fare da sponsor a un altro tossicodipendente.

## L'allevatore di Troll: parte 2 (nº 38)
- Titolo originale: The Troll Farmer: Pt. 2 (No. 38)
- Diretto da: Jono Oliver
- Scritto da: Taylor Martin

### Trama
Reddington ha dei problemi con un suo vecchio socio che avendo sentito parlare della sua collaborazione con l'FBI si rifiuta di lavorare ancora con lui. Nel frattempo, Bo Chang simula sui social media una sparatoria in un ospedale per attirare lì un collaboratore del deputato McFarley che lavora con la NSA. Quando questi lascia l'auto nel parcheggio dell'ospedale, Chang ne approfitta per introdurvisi e clonare il suo badge. Red sospetta subito che dietro la finzione ci sia l'allevatore di Troll e spinge la Task Force ad indagare: si scopre quindi che McFarley è impegnato in una riunione con la NSA nella quale viene presentata una nuova potentissima arma informatica. Con un altro dei suoi trucchi Chang forza l'evacuazione del palazzo in cui si tiene la riunione e riesce a rubare la valigia contenente il programma. La valigia contiene però un geolocalizzatore che permette all'FBI di scovare il nascondiglio di Chang, fare irruzione e arrestarlo, recuperando la valigia. Chang viene poi convinto a presentarsi all'incontro con Wujing, nel tentativo di catturare quest'ultimo. All'incontro però non si presenta Wujing, ma Veseli, che all'intervento della Task Force riesce a fuggire con l'aiuto di Richard Deever, l'ex capo di Siya a Montserrat. Deever però consegna Veseli a Reddington, che poi lascia lo stesso Deever in custodia all'FBI. Reddington suggerisce poi a Cooper la possibilità di far entrare Herbie nella Task Force, e gli anticipa la possibilità che entro tre giorni la sua battaglia con Wujing possa avere termine.

## L'allevatore di Troll: parte 3 (nº 38)
- Titolo originale: The Troll Farmer: Pt. 3 (No. 38)
- Diretto da: Christine Gee
- Scritto da: Lukas Reiter

### Trama
Cooper porta Chang all'ufficio di Panabaker, dove gli viene chiesto conto del fatto che il programma informatico non si trova più nella valigetta che lo conteneva; la Senatrice minaccia il Troll Farmer di consegnarlo alla CIA se non coopererà per recuperarlo. Una volta riportato all'Ufficio Postale, Chang riesce a fuggire e va da Wujing per rivelargli la localizzazione dell'edificio. In realtà però l'Ufficio Postale da cui è fuggito non è quello vero, ma una replica costruita da Reddington allo scopo di creare una trappola facendo fuggire Chang in accordo con la Task Force e inducendo Wujing ad attaccare il luogo sbagliato. Mentre la Task Force attende quindi l'attacco nel falso Ufficio Postale, Wujing col suo aiutante Wei, Chang e la squadra di mercenari di Fiscker, ora capeggiata da Sven Hollufson, penetra nel vero Ufficio Postale. Qui ad attenderlo c'è Reddington con la sua squadra: Red uccide Wujing, dopodiché convince Hollufson a passare alle sue dipendenze, infine uccide anche Wei. Chang ripulisce il database dell'FBI da tutti i riferimenti a Reddington. Quando la Task Force torna all'Ufficio Postale trova i due cadaveri e il programma rubato. Reddington poi si fa vivo per spiegare di aver fatto credere all'FBI che sarebbero stati attaccati nel falso Ufficio Postale ma facendo in modo che Chang portasse Wujing in quello vero per poter regolare i conti con lui. Cooper è estremamente arrabbiato per l'ennesimo inganno di Red, che lo invita ad elaborare con calma l'accaduto per decidere se la loro collaborazione può continuare.

## Il postino (nº 173)
- Titolo originale: The Postman (No. 173)
- Diretto da: Kevin Berlandi
- Scritto da: Justine Neubarth

### Trama
In una prigione della Virginia un detenuto uccide cinque persone usando una pistola. Reddington ritiene che il killer abbia ricevuto l'arma dal Postino, un uomo specializzato in consegne di questo tipo. Una serie di flashback rivela che l'uomo, Lawrence Nelson, era stato condannato per omicidio molti anni prima, e che Harold Cooper faceva parte della giuria ed era stato il meno convinto della sua colpevolezza. Dopo essere uscito dal carcere ha poi sviluppato la sua attività di contrabbando nelle carceri, e attualmente sta lavorando per costruire un'arma chimica, aiutato dal suo ex compagno di cella. Herbie, ormai parte integrante della Task Force, scopre che il metodo di consegna utilizzato dal Postino sono i droni, mentre Cooper usa i fascicoli del vecchio caso per scoprire il suo laboratorio. Ressler e Siya vi fanno irruzione e scoprono i piani per attaccare l'edificio dove lavora l'ex procuratore che lo aveva fatto condannare, sfruttando una testimonianza compromessa. Con l'aiuto di Reddington, Nelson viene intercettato mentre cerca di penetrare nell'edificio, catturato e portato all'Ufficio Postale, dove Cooper riconosce la sua innocenza rispetto al vecchio omicidio. Nel frattempo, Ressler continua la sua attività di sponsor di un tossicodipendente, mentre Reddington coltiva il suo rapporto con Agnes.

## L'uomo col cappello
- Titolo originale: The Man in the Hat
- Diretto da: Olenka Denysenko
- Scritto da: Daniel Cerone

### Trama
Un rapinatore solitario attacca un minimarket di Philadelphia e prende alcuni ostaggi; attraverso un live streaming dal negozio si nota la presenza di Reddington. Temendo che venga arrestato mettendo in crisi la posizione della Task Force, Cooper manda Ressler e Dembe sul posto. Al loro arrivo i due trovano una unità SWAT che ha circondato l'edificio e pretende di intervenire. Poco dopo si ode uno sparo dall'interno: quando Ressler e Dembe entrano trovano il rapinatore morto; gli ostaggi raccontano che uno di loro ha aggredito il criminale e dalla colluttazione è partito un colpo che lo ha ucciso. Fra loro non c'è però Reddington, ma uno dei clienti ha il suo cappotto e il suo cappello; inoltre l'arma trovata in mano al cadavere è quella di Red. Ressler e Dembe interrogano gli ostaggi per capire che fine ha fatto Reddington, ma questi li depistano perché Red, nascosto nel seminterrato, ha promesso loro una forte somma in cambio. Intanto Panabaker, infuriata per i fatti accaduti nell'Ufficio Postale, ha un incontro con Cooper nel quale minaccia di rivelarli al Procuratore Generale se non vedrà Reddington entro la fine della giornata. A sera, quando Red lascia il negozio dopo che tutti se ne sono andati, si reca proprio da Panabaker e la convince a continuare la collaborazione, mentre uno dei suoi uomini porta il denaro promesso agli ostaggi della rapina. Nel frattempo Siya ha avuto accesso a documenti riservati dai quali ha scoperto le modalità della morte di Meera, ma soprattutto, con l'aiuto di Herbie, ha scoperto attraverso un test del DNA che la donna non era la sua madre biologica.

## Dr. Michael Abani (nº 198)
- Titolo originale: Dr. Michael Abani (No. 198)
- Diretto da: Andrew McCarthy
- Scritto da: Noah Schechter

### Trama
Mentre Cooper è preoccupato per la sopravvivenza della Task Force a causa della mancanza di nuovi casi, Dembe riceve una telefonata da Aissa, sua ex compagna nonché madre di sua figlia, preoccupata per la sorte del suo attuale compagno. Questi è Michael Abani, un medico che opera in Yemen ed è stato catturato con l'accusa di terrorismo e supporto al governo Houthi, e rischia di essere giustiziato entro tre giorni. La Task Force indaga sul conto bancario offshore di Abani, dove sono state depositate notevoli somme, e riesce a scoprire che Jon Rapchinski, un uomo della ONG con cui Abani collaborava, aveva in realtà il controllo del conto e lo utilizzava per riciclare denaro a proprio vantaggio. Aissa ricorre all'aiuto di Reddington che sequestra Rapchinski e convince gli yemeniti a scambiarlo con Abani. Intanto Arthur Hudson, un membro del Congresso, trova tracce della Task Force in un elenco riguardante le spese dell'FBI e decide di indagare per scoprire maggiori dettagli.

## L'errore di colore siciliano
- Titolo originale: The Sicilian Error of Color
- Diretto da: Mahesh Pailoor
- Scritto da: T Cooper e Allison Glock-Cooper

### Trama
Alla ricerca di risposte su Meera, Siya, incaricata di tenere d'occhio Reddington, si unisce a lui in un giro per il mondo nel quale Red recupera preziosi oggetti da collezione di sua proprietà per poi svenderli in un garage. Uno degli oggetti recuperati sono le corna del toro Islero. Un altro è un francobollo blu, l'Errore di colore siciliano, che Red cede per una cifra irrisoria ad una donna che sembra apprezzarlo moltissimo. Una serie di flashback mostra una vicenda del 1998 in Inghilterra in cui Meera lavorava con Nigel Sutton, un agente dell'MI6 che si era messo nei guai per essersi indebitato con i ceceni, e per risolvere la situazione lo tradì lasciandolo uccidere durante un'operazione. La donna che ha acquistato il francobollo da Reddington è la moglie di Sutton, e Red consegna il suo assegno a Siya come traccia per le sue ricerche. Intanto anche Cooper, preoccupato per la situazione della Task Force, si presenta alla svendita di Red, che cerca di tranquillizzarlo promettendogli che tornerà a fornirgli casi. Cooper raccomanda a Siya di continuare a seguirlo. Nel frattempo, Arthur Hudson trova in Senato una sponda per le sue indagini.

## La sposa di nessuno (nº 192)
- Titolo originale: The Nowhere Bride (No. 192)
- Diretto da: Bethany Rooney
- Scritto da: Cristina Boada

### Trama
Essendo ancora a corto di casi, la Task Force raccoglie una segnalazione da Charlene, una cui amica keniana da poco arrivata negli USA ha denunciato l'improvvisa sparizione del marito. Scoprono così che l'uomo aveva un'identità fittizia e che aveva ritirato dal conto bancario il denaro della dote appena inviato dalla famiglia in Africa. Herbie riesce a trovare delle impronte digitali dalle quali si risale all'identità dell'uomo, che è un detenuto in libertà vigilata. La visita di Ressler e Dembe all'ufficio che se ne occupa mette in allarme Jemma Parikh, che lavora in quell'ufficio ed è a capo dell'organizzazione che truffa le donne straniere inducendole ad emigrare negli Stati Uniti dopo averle sedotte on line, per impossessarsi delle loro doti. Jemma avvisa il complice che però non fa in tempo a fuggire e viene arrestato. Un altro complice sta facendo la stessa truffa ad una donna asiatica, ma dice a Jemma di volersi tirare indietro perché se ne è innamorato; Jemma allora rapisce la donna e minaccia di ucciderla se l'uomo non le porterà la sua dote. Intercettato da Ressler e Dembe, conduce l'FBI al nascondiglio di Jemma, che viene arrestata. Nel frattempo, Reddington si reca a Cuba per incontrare Adolfo Santoro, un uomo d'affari brasiliano, legato ad organizzazioni criminali, col quale vorrebbe entrare in società in Florida. Insieme a Santoro si presenta anche Weecha Xiu, la ex compagna di Red che ora lavora per lui. Raymond le manifesta la sua nostalgia e i due si scambiano un bacio. In seguito Red accompagna Siya in Florida ad incontrare Regina Saint, la donna che era responsabile di Meera ai tempi della vicenda con Sutton; subito dopo le racconta che sua madre lavorava ad un caso di schiavitù sessuale a Calcutta quando trovò Siya piccola che era stata abbandonata e la prese con sé falsificando i documenti. Tempo dopo Sutton, nei guai per via dei suoi debiti, la ricattava proprio riguardo ai fatti di Calcutta per costringerla ad aiutarlo, e per questo Meera lo aveva lasciato uccidere. Red non sa però chi fossero i veri genitori di Siya.

## Il trucco del cappello
- Titolo originale: The Hat Trick[14]
- Diretto da: Adam Weisinger
- Scritto da: Katie Bockes e Sam Christopher

### Trama
Pressato da Cooper che ha bisogno di nuovi casi per contrastare l'offensiva di Hudson, Reddington gliene fornisce tre in un colpo solo. Il primo riguarda Rebecca Anders, un avvocato corrotto specializzato in lesioni personali che inganna i suoi clienti tenendo per sé gran parte dei risarcimenti che contratta per loro. La Task Force è inizialmente convinta che la donna usi il denaro per finanziare qualche attività illecita, invece emerge che ne faceva un uso totalmente privato. Il secondo caso riguarda una perdita di embrioni avvenuta presso una clinica di fecondazione in vitro in seguito a un blackout. Le indagini portano al capo della società di informatica che si occupa della sicurezza della clinica: suo padre aveva degli embrioni lì custoditi e lui voleva evitare la nascita di nuovi eredi. Il terzo caso riguarda morti sospette di pazienti in diversi ospedali: le prime indagini sembrano portare ad un'infermiera, ma in seguito emerge che il problema era legato ad un errore nella produzione di sacche di cloruro di potassio, alcune delle quali contenevano dosi letali. L'azienda produttrice aveva scoperto il problema molti anni prima ma aveva scelto di non ritirare i prodotti dal commercio. Mentre si interroga sull'irrilevanza di questi tre casi, la Task Force realizza che i tre responsabili fanno parte del consiglio di amministrazione di un fondo per la fauna selvatica, al quale Reddington stava per fare una grossa donazione. Red ammette infatti di avere sfruttato la Task Force per impartire una lezione etica ai componenti del consiglio.

## Blair Foster (nº 39)
- Titolo originale: Blair Foster (No. 39)
- Diretto da: Saray Guidetti
- Scritto da: Taylor Martin

### Trama
Panabaker e Cooper hanno un incontro con Hudson e il senatore Dorf, che chiedono loro, senza successo, di rivelare i dettagli relativi all'attività della Task Force. Hudson e Dorf si rivolgono allora al tribunale, ma il giudice dò loro torto e le informazioni rimangono riservate; Hudson tuttavia non demorde. Nel frattempo, Reddington suggerisce a Cooper il nome di Blair Foster, spregiudicata avvocata che manovra per aiutare le multinazionali nelle cause giudiziarie contro di loro. Uno studio sui materiali cancerogeni contenuti nei prodotti di una azienda sua cliente è andato perso dopo che un dipendente dell'azienda, intenzionato a renderlo pubblico, ha subito un incidente stradale ed è finito in coma. Ressler e Siya cercano di recuperare il rapporto nell'auto incidentata, ma vengono preceduti da un uomo che lavora con Foster. La donna cerca di convincere Ressler a rinunciare all'indagine, offrendogli di candidarsi per il Senato, ma lui rifiuta. Dembe e Herbie vanno a parlare con l'autore della ricerca ma trovano Foster come suo avvocato, e l'uomo non si mostra collaborativo. Reddington però riesce a trovare l'uomo che collabora con Foster e lo fornisce alla Task Force: attraverso di lui la squadra riesce ad arrestare l'avvocato, che poi conclude un accordo con l'FBI e per evitare di finire in carcere rivela una storia passata relativa al senatore Dorf che permette a Cooper di ricattarlo e costringerlo a dimettersi. Hudson ha così perso il suo alleato, ma Foster lo contatta e gli propone di collaborare. Nel frattempo, Ressler ottiene buoni risultati nella sua funzione di sponsor di un tossicodipendente, mentre Red cerca il modo di convincere Weecha a tornare con lui.

## Morgana Logistics Corporation (nº 167)
- Titolo originale: The Morgana Logistics Corporation (No. 167)
- Diretto da: Andrew McCarthy
- Scritto da: Aiah Samba

### Trama
Dopo avere ricevuto una gradita visita notturna da parte di Weecha, Red fornisce a Cooper il nome della Morgana Logistics Corporation, una società che si occupa di creare una fitta rete di aziende fittizie allo scopo di effettuare spedizioni di contrabbando. Seguendo la dritta di Red, l'FBI intercetta un carico di vini francesi spacciati per materiale elettronico. Indagando sui documenti della spedizione la squadra arriva ad un ufficio dove riesce ad arrestare una sola persona, la cui identità appare misteriosa in quanto in possesso di svariati passaporti intestati a persone fittizie. Con un altro suggerimento di Red la Task Force riesce a risalire fino al quartier generale della società a Parigi, dove vengono trovati i documenti relativi a migliaia di società fittizie, ma nessuno si trova all'interno. In realtà la Morgana era una creazione di Reddington, che ha invitato tutti i suoi dirigenti ad una festa in cui celebra la chiusura dell'attività. Nel frattempo, Hudson continua ad investigare sulla Task Force coinvolgendo un suo vecchio amico agente dell'FBI. Seguendo una pista da lui fornitagli riesce a risalire al nome di Dembe, che insieme a ciò che sapeva su Elizabeth e Ressler lo porta a collegare tutto a Reddington e a convincersi che questi abbia corrotto la Task Force.

## Wormwood (nº 182)
- Titolo originale: Wormwood (No. 182)
- Diretto da: Diego Klattenhoff
- Scritto da: Sam Eisendrath

### Trama
Reddington interviene ad una cena a Miami cercando di mediare per risolvere una faida fra i Sandovan e i Montaño, due famiglie criminali. I due anziani capi clan muoiono improvvisamente, dopo aver bevuto da bottiglie diverse. Red intuisce il tipo di avvelenamento ed impone a tutti i presenti di non allontanarsi mentre contatta la Task Force mettendola sulle tracce di Wormwood, un killer che utilizza una rara tossina capace di rendere le sue vittime ipersensibili a qualsiasi lieve allergia. Due dei convenuti tuttavia disobbediscono a Reddington e così muoiono a loro volta. Le frenetiche indagini portano a sospettare di Tito Sandovan, assente alla cena perché contrario alla tregua, ma questi muore mentre Dembe e Siya lo stanno arrestando. La verità emerge quando una cameriera rivela a Herbie, sul posto per fare analisi, che era stato loro raccomandato di non toccare i piatti a mani nude. L'autrice dell'avvelenamento è infatti la giovane Gabriella Sandovan, che voleva eliminare tutti coloro che erano contrari alla pace fra le due famiglie per poter vivere alla luce del sole la sua relazione con Michael Montaño; la presenza di quest'ultimo alla cena, inizialmente non prevista, spaventa Gabriella che teme che possa restare vittima dell'avvelenamento. La ragazza ammette di essersi rivolta a Wormwood e fornisce alla Task Force la boccetta utilizzata; da questa la squadra riesce a risalire all'azienda produttrice e da qui allo stesso Wormwood, un ricercatore dell'azienda il cui prodotto era stato messo da parte proprio per la sua tossicità. Reddington riesce infine a negoziare la pace fra i più giovani esponenti superstiti dei due clan dopodiché vola ad assistere al ballo di Agnes nel Lago dei Cigni, esponendosi al rischio che la tossina assunta alla cena lo metta in pericolo. Nel frattempo Jonathan Pritchard, l'uomo che Ressler sta seguendo come sponsor, si rivela essere un collaboratore di Arthur Hudson, il quale lo convince ad aiutarlo nella sua missione contro la Task Force.

## Stanza 417
- Titolo originale: Room 417
- Diretto da: Andrew McCarthy
- Scritto da: James M. Feinberg

### Trama
Reddington avvisa la Task Force che il Rapporto Friedman, un documento riguardante le capacità nucleari degli Stati Uniti, sta per essere rubato. Cooper manda Ressler e Dembe al Campidoglio per avvertire l'Intelligence del pericolo, ma qui vengono informati che il Generale Friedman, autore del rapporto, proprio la sera prima se lo è portato a casa. Qui una squadra di ladri sta entrando in azione mentre Dembe riesce a contattare il generale e lo convince a rifugiarsi in una stanza blindata dove i ladri cercano di penetrare, ma vengono fermati dall'ordine di ritirarsi mentre l'FBI sta giungendo sul posto. Attraverso la telecamera di un vicino uno dei ladri viene identificato: si tratta di un inserviente del Campidoglio, nel quale le registrazioni video lo inquadrano introdursi in una Stanza 417 che risulta sconosciuta a tutti. Tale stanza contiene un gigantesco impianto di monitoraggio di tutti i leader politici nel Campidoglio e anche fuori; da qui le informazioni venivano trasmesse attraverso un fax, che le inviava ad un numero intestato alla Evelyn Corporation, una delle società create dalla Morgana Logistics. Individuata la sede di tale società, Ressler e Dembe vi fanno irruzione e trovano tanti altri fax che ricevevano comunicazioni da tutte le parti del mondo. Dembe a questo punto intuisce che si tratta del sistema di intelligence di Reddington: la Task Force così capisce che Red li sta sfruttando per chiudere il suo impero criminale. Davanti alla richiesta di spiegazioni di Cooper, Red risponde semplicemente che le cose finiscono, e che vuole dare a chi ha lavorato per lui la possibilità di godersi la "pensione". Nel frattempo Hudson ha convinto Pritchard a caricare un software di tracciamento sul telefono di Ressler; intercetta così una telefonata nella quale Cooper ammette che la Task Force è stata "complice nel tradimento", riferendosi alla rete di spionaggio messa in piedi da Reddington mentre loro lo proteggevano. Hudson è così convinto di avere le prove che cercava. Pritchard però è provato dal senso di colpa per avere tradito Ressler e finisce per assumere di nuovo stupefacenti.

## Arthur Hudson
- Titolo originale: Arthur Hudson
- Diretto da: Christine Moore
- Scritto da: Sean Hennen

### Trama
Hudson e l'agente Nixon, che lo aiuta nelle sue indagini, convincono il Procuratore Generale Stromberg a convocare Cooper e Panabaker; Cooper fa appena in tempo ad essere avvisato da Ressler che è stato messo al corrente da Pritchard che il suo telefono era sotto controllo, prima di entrare nell'ufficio del Procuratore; messo sotto accusa e difeso da Panabaker, dichiara di essere stanco di scusarsi e offre il suo distintivo. Sfruttando il giovane Tadashi, Reddington interviene nella riunione attraverso una chiamata in videoconferenza nella quale prende le difese di Cooper e ricorda al Procuratore che è stato il Governo ad autorizzare l'accordo con lui. Stromberg tuttavia ordina a Hudson e Nixon di avviare un'indagine formale contro la Task Force e chiuderla definitivamente. Una squadra al comando di Nixon fa quindi irruzione all'Ufficio Postale per sequestrare tutti i documenti e nel frattempo riesce a localizzare l'aereo di Reddington che sta aspettando Weecha per fuggire con lei. L'FBI raggiunge l'aeroporto ma riesce solo a vedere l'aereo che sta decollando per esplodere subito dopo: Red però non vi si trovava sopra, e il pilota si è lanciato col paracadute prima di farlo saltare. Stromberg parla privatamente a Cooper e gli promette che se catturerà Reddington neutralizzerà l'azione di Hudson, reintegrerà la Task Force ed eviterà di perseguire i suoi membri. Ressler trova Pritchard morto di overdose. Reddington fa un ultimo giro di visite a Teddy e a Heddie per annunciare il suo ritiro, poi si reca da Cooper per lasciare ad Agnes il distintivo di Elizabeth e sfidare Harold a prenderlo, quindi sparisce.

## Raymond Reddington: parte 1 (n°00)
- Titolo originale: Raymond Reddington: Pt. 1 (No. 00)
- Diretto da: Michael Caracciolo
- Scritto da: Katie Bockes e Noah Schechter

### Trama
In un clima di aperta ostilità e sospetto di Hudson e Nixon nei confronti della Task Force, Cooper e i suoi decidono, seppure a malincuore, di collaborare al tentativo di catturare Reddington. Ressler aggredisce Hudson, ritenendolo colpevole per la morte di Jonathan. Intanto Reddington fa visita a Paula, la madre di Glen, dopodiché sfrutta il suo team di collaboratori per sfuggire ai posti di blocco organizzati dall'FBI e raggiungere il mare. Mentre Nixon e Dembe sono sulle sue tracce, Hudson scopre che è stato Dembe ad avvisare Red, quando stava per partire con l'aereo, che l'FBI lo aveva localizzato. Dembe viene quindi arrestato, mentre Red continua la sua fuga insieme a Weecha. Quando viene a conoscenza dell'arresto, Reddington organizza un assalto al convoglio che sta trasportando Dembe, in cui si trovano Ressler, Hudson, Nixon e un altro agente dell'FBI. Dopo avere speronato le auto, Red cerca di portare via Dembe, che però si rifiuta di seguirlo: quando Hudson prende la pistola di Nixon svenuto, scatena una sparatoria in cui Dembe viene colpito al collo, mentre Red uccide Hudson e colpisce anche Ressler sul giubbotto antiproiettile. Poi fugge portando via Dembe gravemente ferito.

## Raymond Reddington: Buona notte (n°00)
- Titolo originale: Raymond Reddington: Good Night (No. 00)
- Diretto da: Michael Caracciolo
- Scritto da: Lukas Reiter

### Trama
Reddington porta Dembe alla clinica più vicina e decide di effettuare una trasfusione per salvarlo. Fugge successivamente in Spagna dove trova rifugio a "Villa Lobo" un residence situato in una zona rurale, qui viene assistito da una domestica. Nel frattempo Nixon appare furioso alla notizia della morte di Hudson e manifesta il proposito di uccidere Reddington ad ogni costo, il che lo porta ad uno scontro con Cooper. Herbie frattanto decide di lasciare la Task Force ritenendo irrispettosa l'idea di contribuire a catturare (e nel peggiore dei casi uccidere) Reddington. Cooper e Siya si recano a cercare indizi ai Bagni Pubblici di New York dove Reddington aveva trovato soggiorno negli ultimi tempi; qui, Siya nota la sparizione del sacco di iuta con la testa del toro Islero, e Dembe, che ha ripreso conoscenza intuisce che Red potrebbe essere andato in Andalusia a riportare la testa del toro al ranch Miura, luogo cui il toro proveniva. Ressler parte subito alla caccia di Reddinton in Spagna seguendo i suggerimenti di Dembe.
Cooper comunica a Dembe che non verrà perseguito legalmente per avere aiutato Reddington nella sua fuga, ma dovrà fare a meno del distintivo per sempre. Ressler arriva a Villa lobo, chiede alla domestica il permesso di entrare, ma non trova Red; esausto dal viaggio; Il giorno seguente Ressler si reca al mercato locale chiedendo ovunque se Red fosse passato di lì; un mercante riferisce di averlo visto il giorno precedente e di avergli venduto anche delle angurie, le quali sono state consegnate proprio a villa lobo, ma non dove Ressler era andato a cercare Red bensì nella casetta del custode all'Interno della Villa; Ressler ritorna quindi lì, vi entra ed all'Interno  oltre alla testa del Toro trova i vestiti e la pistola appartenenti a Red, il quale era andato via dalla casetta di mattino presto incamminandosi con solo una bottiglia d'acqua, durante la passeggiata ammira il panorama, si gode ogni singolo elemento della natura e beve l'intera bottiglia d'acqua. Finisce poi in un campo, qui la sua attenzione viene attirata da un muggito di un toro, Red, si trova nuovamente di fronte alla morte, sfidandola, non smette mai infatti di fissare il toro, dopo un po' di esitazione l'animale parte all'attacco. Ressler nel frattempo si è rivolto alla polizia locale per ottenere un elicottero col quale sorvolare la zona. Durante il volo nota qualcosa e intima al pilota di atterrare. Sceso dal velivolo corre subito verso il corpo esanime di Red. Ressler appare da subito sconvolto, prende il telefono e chiama subito Cooper riferendo con una voce rotta dalla tristezza "Harold, l'ho trovato, l'ho trovato" poi raccoglie il cappello di Red, lo spolvera e lo depone sulla sua testa.